# Gwiazda Birmy
Gwiazda Birmy (ang. Burma Star) – gwiazda Wspólnoty Brytyjskiej, za udział w II wojnie światowej, zaliczana do medali kampanii brytyjskich.

## Zasady nadawania
Gwiazda była nadawana za służbę na terenie Birmy od japońskiej inwazji do zakończenia kampanii birmańskiej.
Brytyjskie przepisy mundurowe określały, że nagrodzony Burma Star nie mógł otrzymać Pacific Star.
Późniejsze zmiany uprawniały do otrzymania Pacific Star – oznaczano to przez odpowiednią klamrę przypinaną do wstążki odznaczenia. Na baretce doczepiano srebrną rozetkę w kształcie róży heraldycznej.

## Opis
Sześcioramienna gwiazda z brązu o wysokości 44 mm i szerokości 38 mm.
W centrum znajduje się okrągła tarcza z monogramem królewskim GRI VI i królewską koroną. W otoku napis: The Burma Star
Wstążka była opracowana przez Króla Jerzego VI.
Pas ciemnoniebieski reprezentuje brytyjskie siły zbrojne, czerwony – siły zbrojne Wspólnoty Narodów, pomarańczowy – słońce.

### Klamry
- Pacific – dla odznaczanych, którzy kwalifikowali się do otrzymania Pacific Star.